# Tercer Frente
Tercer Frente (span. für Dritte Front) ist ein Municipio in der Provinz Santiago de Cuba westlich von Santiago de Cuba auf Kuba.
Die Gegend um Cruce de los Baños trägt Mittelgebirgscharakter und ist, von einigen trockenen Südhängen abgesehen, ein Gebiet mit vielen feuchten und sehr vegetationsreichen Abschnitten, die teilweise an Regenwald erinnern. Es gibt viele Bäche und einige Flüsse, die nach starken Regenfällen zu reißenden Strömen werden und häufig auch stabile Brücken in Mitleidenschaft ziehen.
Während der Revolution befand sich die Kommandozentrale der Guerillakämpfer um Fidel Castro ca. 15 km südlich von Cruce de los Baños.